# Robin Korving
Robin Korving (né le 29 juillet 1974 à Heerhugowaard) est un athlète néerlandais spécialiste du 110 mètres haies.

## Biographie
Au niveau national, Robin Korving remporte huit titres consécutifs sur 110 mètres haies de 1993 à 2000, et cinq titres en salle sur 60 mètres haies, en 1993, 1994 et de 1998 à 2000.

### Palmarès
| Date | Compétition                   | Lieu            | Résultat | Performance |
| ---- | ----------------------------- | --------------- | -------- | ----------- |
| 1992 | Championnats du monde juniors | Séoul           | 4e       | 14 s 11     |
| 1993 | Championnats d'Europe juniors | Saint-Sébastien | 1er      | 13 s 85     |
| 1998 | Championnats d'Europe         | Budapest        | 3e       | 13 s 20     |
| 1998 | Coupe du monde des nations    | Johannesburg    | 4e       | 13 s 25     |

### Records
| Épreuve                    | Performance | Lieu        | Date                            |
| -------------------------- | ----------- | ----------- | ------------------------------- |
| 60 mètres haies (en salle) | 7 s 60      | Madrid Gand | 16 février 1999 19 février 1999 |
| 110 mètres haies           | 13 s 15     | Lausanne    | 2 juillet 1999                  |